# Общественные отношения
Обще́ственные отноше́ния (социа́льные отноше́ния) — это различные взаимосвязи, возникающие в социальном взаимодействии, связанные с положением людей и выполняемыми ими социальными функциями.

## Определения
Данное словосочетание имеет различные определения, некоторые представлены ниже:
- Общественные отношения представляют собой совокупность социально значимых связей между членами общества.
- Общественные отношения (социальные отношения) — отношения людей друг к другу, состоят в исторически определённых общественных формах, в конкретных условиях места и времени.
- Общественные отношения (социальные отношения) — отношения между социальными субъектами по поводу их равенства и социальной справедливости в распределении жизненных благ, условий становления и развития личности, удовлетворения материальных, социальных и духовных потребностей.
- Общественные отношения — это те отношения, которые устанавливаются между большими группами людей. За сферой проявления общественные отношения можно разделить на: экономические, политические, духовные, социальные.
- Общественные отношения (в праксеологии) — это многообразные связи, объективно возникающие между субъектами социума, проявляющиеся как взаимозависимости[1].

## История
Социальные отношения проявляются лишь в определённых видах взаимодействий между людьми, а именно — социальных, в процессе которых эти люди воплощают свои социальные статусы и роли в жизнь, а сами статусы и роли имеют достаточно чёткие границы и весьма жёсткие регламентации. Общественные отношения придают взаимную определённость социальным позициям и статусам. Например, отношения в торговле между основными факторами — это взаимная определённость продавца и покупателя в процессе осуществления сделки (купли-продажи).
Таким образом, социальные отношения тесно связаны с социальными взаимодействиями, хотя это не тождественные понятия, обозначающие одно и то же. С одной стороны, социальные отношения реализуются в социальных практиках (взаимодействиях) людей, с другой стороны, социальное отношение представляет собой предпосылку социальных практик — устойчивую, нормативно закреплённую социальную форму, через которую становится возможной реализация социальных взаимодействий. Социальные отношения определяющим образом воздействуют на индивидов — направляют и оформляют, подавляют или стимулируют практики и ожидания людей. В то же время социальные отношения являются «вчерашними» социальными взаимодействиями, «застывшей» социальной формой живой человеческой жизнедеятельности.
Особенностью социальных отношений является то, что по своему характеру они и не объект-объектны, подобно отношениям между объектами в природе, и не субъект-субъектны, подобно межличностным отношениям — когда человек взаимодействует с другим целостным человеком, а субъект-объектны, когда взаимодействие происходит лишь с социально отчуждённой формой его субъективности (социальное Я) и сам он в них представлен частичным и нецелостным социально действующим субъектом (социальным агентом). Общественные отношения в «чистом виде» не существуют. Они воплощаются в социальных практиках и всегда опосредованы объектами — социальными формами (вещами, идеями, социальными явлениями, процессами).
Общественные отношения могут возникать между людьми, которые непосредственно не контактируют и даже могут не знать о существовании друг друга, а взаимодействия между ними будут осуществляться через систему институтов и организаций, но не благодаря субъективному ощущению обязанности или намерению поддерживать данные отношения.
Социальные отношения — это система многообразных устойчивых взаимозависимостей, возникающих между отдельными индивидами, их группами, организациями и общностями, а также внутри последних в процессе их экономической, политической, культурной и т. п. деятельности и реализации ими своих социальных статусов и социальных ролей.
Можно утверждать, что общественные отношения возникают:
- как отношения человека с обществом, общества с человеком;
- между индивидами как представителями общества;
- между элементами, компонентами, подсистемами внутри общества;
- между различными обществами;
- между индивидами как представителями различных социальных групп, социальных общностей и социальных организаций, а также между индивидами с каждой и внутри каждой из них.

## Проблемы определения
Хотя термин «социальные отношения» является широко употребляемым, но так и не выработано общепризнанное определение. Встречаются определения социальных отношений через конкретизацию того, между кем и по поводу чего они возникают:
- Общественные отношения (социальные отношения) — отношения людей друг к другу, складывающиеся в исторически определённых общественных формах, в конкретных условиях места и времени.

- Общественные отношения (социальные отношения) — отношения между социальными субъектами по поводу их социального равенства и социальной справедливости в распределении жизненных благ, условий становления и развития личности, удовлетворения материальных, социальных и духовных потребностей.

Однако в любом случае под ними понимают устойчивые формы организации социальной жизни.
Для характеристики социальной жизни нередко используется термин «социетальный», который характеризует общество в целом, всю систему общественных отношений.
Общественные отношения — это совокупность нормативно регулируемых нравами, обычаями и законами индивидуальных субъектно-субъектных и субъектно-объектных отношений, складывающихся под влиянием а) взаимной борьбы индивидов за объекты собственности, б) совместной жизнедеятельности на общей территории, в) генетической программы воспроизводства жизни, г) сотрудничества друг с другом на условиях общественного разделения труда в производстве, распределении, обмене и потреблении совокупного общественного продукта. См.: Бобров В. В., Черненко А. К. Правовая технология. — Новосибирск: ИЗд-во СО рАН, 2014. — с. 157.

## Классификация
Существуют несколько классификаций общественных отношений. В частности, различают:
- Классовые отношения
- Международные отношения
- Этнические отношения
- Групповые отношения
- Межличностные отношения
- Правоотношения

Социальные отношения складываются во всех сферах общественной жизни, функционируют в рамках системы социальных институтов и регулируются механизмом социального контроля.

## Сферы общественной жизни
- Экономическая
- Политическая
- Социальная
- Духовная

Также некоторые исследователи выделяют информационную сферу жизни общества.